# Lauberhornrennen 2020
Das 90. Internationale Lauberhornrennen 2019/20 gehörte zum Alpinen Skiweltcup 2019/20 und fand vom 14. bis 19. Januar 2020 in Wengen statt. Zu der Veranstaltung gehörten die Rennen Lauberhornabfahrt, Lauberhornkombination und Lauberhornslalom dazu.

## Streckendaten
|                    | Kombination                            | Abfahrt              | Slalom           |
| ------------------ | -------------------------------------- | -------------------- | ---------------- |
| Datum              | 17. Januar                             | 18. Januar           | 19. Januar       |
| Ort                | Abfahrt: Lauberhorn Slalom: Männlichen | Lauberhorn           | Männlichen       |
| Startzeit 1. Lauf  | 10:30 Uhr                              | 12:30 Uhr            | 10:15 Uhr        |
| Startzeit 2. Lauf  | 14:00 Uhr                              | –                    | 13:15 Uhr        |
| Seehöhe Start      | 2025 m 1475 m                          | 2315 m               | 1475 m           |
| Seehöhe Ziel       | 1287 m                                 | 1287 m               | 1281 m           |
| Höhendifferenz     | 738 m 188 m                            | 1028 m               | 194 m            |
| Streckenlänge      | 2950 m ? m                             | 4270 m               | ? m              |
| Kurssetzer 1. Lauf | Hannes Trinkl (FIS)                    | Hannes Trinkel (FIS) | Loic Brun (FRA)  |
| Kurssetzer 2. Lauf | Rok Salej (SLO)                        | –                    | Ola Masdal (SWE) |
| Tore 1. Lauf       | 32                                     | 46                   | 62               |
| Tore 2. Lauf       | 60                                     | –                    | 63               |

## Teilnehmende Nationen und Athleten
Es nahmen 141 Skirennläufer aus 21 Nationen am Lauberhornrennen teil.
| Nation                            | Anzahl               | Athleten |
| Europa (16 Nationen)              | Europa (16 Nationen) | Europa (16 Nationen) |
| --------------------------------- | -------------------- | --- |
| Belgien                           | 1                    | Armand Marchant |
| Bulgarien                         | 2                    | Albert Popow, Kamen Zlatkov |
| Deutschland                       | 11                   | Thomas Dreßen, Romed Baumann, Josef Ferstl, Dominik Schwaiger, Andreas Sander, Manuel Schmid, Linus Straßer, David Ketterer, Dominik Stehle, Anton Tremmel, Sebastian Holzmann |
| Frankreich                        | 16                   | Victor Muffat-Jeandet, Alexis Pinturault, Nils Allègre, Maxence Muzaton, Sam Alphand, Valentin Giraud Moine, Blaise Giezendanner, Matthieu Bailet, Johan Clarey, Nicolas Raffort, Victor Schuller, Clément Noël, Jean-Baptiste Grange, Julien Lizeroux, Robin Buffet, Theo Letitre     |
| Italien                           | 17                   | Riccardo Tonetti, Dominik Paris, Guglielmo Bosca, Alexander Prast, Florian Schieder, Matteo Marsaglia, Peter Fill, Emanuele Buzzi, Mattia Casse, Davide Cazzaniga, Stefano Gross, Alex Vinatzer, Giuliano Razzoli, Simon Maurberger, Tommaso Sala, Federico Liberatore, Francesco Gori |
| Kroatien                          | 5                    | Filip Zubčić, Istok Rodeš, Elias Kolega, Matej Vidović, Samuel Kolega |
| Liechtenstein                     | 1                    | Marco Pfiffner |
| Norwegen                          | 10                   | Aleksander Aamodt Kilde, Kjetil Jansrud, Adrian Smiseth Sejersted, Stian Saugestad, Henrik Kristoffersen, Sebastian Foss Solevåg, Lucas Braathen, Timon Haugan, Jonathan Nordbotten, Leif Kristian Nestvold-Haugen                                                                     |
| Österreich                        | 17                   | Daniel Danklmaier, Vincent Kriechmayr, Johannes Strolz, Matthias Mayer, Stefan Babinsky, Max Franz, Otmar Striedinger, Christian Walder, Johannes Kröll, Marco Schwarz, Manuel Feller, Michael Matt, Marc Digruber, Fabio Gstrein, Mathias Graf, Adrian Pertl                          |
| Russland                          | 3                    | Pawel Trichitschew, Alexander Choroschilow, Simon Efimov |
| Schweden                          | 5                    | Alexander Köll, Olle Sundin, André Myhrer, Kristoffer Jakobsen, Carl Jonsson |
| Schweiz                           | 17                   | Justin Murisier, Mauro Caviezel, Stefan Rogentin, Loïc Meillard, Luca Aerni, Gilles Roulin, Sandro Simonet, Niels Hintermann, Ralph Weber, Beat Feuz, Carlo Janka, Lars Rösti, Ramon Zenhäusern, Daniel Yule, Tanguy Nef, Reto Schmidiger, Marc Rochat                                 |
| Slowenien                         | 7                    | Štefan Hadalin, Martin Čater, Miha Hrobat, Klemen Kosi, Boštjan Kline, Žan Kranjec, Adam Žampa |
| Spanien                           | 2                    | Adur Etxezarreta, Juan Del Campo |
| Tschechien                        | 2                    | Jan Zabystřan, Ondřej Berndt |
| Vereinigtes Königreich            | 2                    | Roy-Alexander Steudle, Dave Ryding |
| Nord- und Südamerika (3 Nationen) |                      | |
| Argentinien                       | 1                    | Cristian Javier Simari Birkner |
| Kanada                            | 9                    | Jeffrey Read, Sam Mulligan, Brodie Seger, James Crawford, Benjamin Thomsen, Alexander Camaro, Erik Read, Trevor Philp, Simon Fournier |
| Vereinigte Staaten                | 10                   | Ryan Cochran-Siegle, Bryce Bennett, Jared Goldberg, Sam Morse, Travis Ganong, Steven Nyman, Luke Winters, Benjamin Ritchie, Kyle Negomir, River Radamus |
| Asien (2 Nationen)                |                      | |
| Japan                             | 2                    | Yohei Koyama, Ryūnosuke Ōkoshi |
| Südkorea                          | 1                    | Jung Dong-hyun |

## Bericht

### Vorbericht
Am Freitag, dem 3. Januar 2020, gab es durch den FIS-Renndirektor Hannes Trinkl eine obligate Schneekontrolle, dabei kam heraus, dass alles im grünen Bereich ist. Vor dem Lauberhornrennwochenende gab es vom 8. bis zum 11. Januar 2020 einen Europacup mit zwei Abfahrtsrennen.

### Dienstag, 14. Januar 2020, 1. Abfahrtstraining
Schnellster im 1. Abfahrtstraining war der Schweizer Mauro Caviezel mit einer Zeit von 2:27,78 Minuten, dahinter folgte der US-Amerikaner Ryan Cochran-Siegle (+0,10 s), dann die beiden Italiener Dominik Paris (+0,14 s) und Mattia Casse (+0,19 s). Der Schweizer Urs Kryenbühl stürzte nach einem Innenskifehler und zog sich eine noch nicht näher definierte Fussverletzung zu. Einen Tag nach seinem Unfall wurde er in Zürich weiteren Untersuchungen unterzogen.

### Mittwoch, 15. Januar 2020
Wegen des schlechten Wetters entschied die Rennjury zusammen mit dem OK, das 2. Abfahrtstraining am Mittwoch abzusagen und auf den Donnerstag zu verlegen.

### Donnerstag, 16. Januar 2020, 2. Abfahrtstraining
Der Österreicher Matthias Mayer fuhr im 2. Abfahrtstraining mit 2:26,80 Minuten die Bestzeit vor dem Schweizer Mauro Caviezel (+0,11 s) und dem Norweger Aleksander Aamodt Kilde (+0,31 s). Der Schweizer Lars Rösti kam nicht ins Ziel, blieb aber unverletzt.

### Freitag, 17. Januar 2020, Kombination
Nach dem ersten Durchgang in der Kombinationsabfahrt führte der Österreicher Matthias Mayer mit 1:41,40 Minuten vor dem Schweizer Gille Roulin (+0,53 s) und dem Österreicher Daniel Danklmaier (+0,67 s). Der einzige Deutsche Josef Ferstl erreichte das Ziel als 33. und trat im zweiten Durchgang in der Slalomkombination nicht mehr an. Viele Athleten hatten beim spektakulären Sprung über den Hundschopf sehr grosse Probleme. Der Norweger Adrian Smiseth Sejersted stürzte an der Minschkante schwer und musste mit dem Hubschrauber ins Spital gebracht werden.
Nach dem zweiten Durchgang in der Slalomkombination siegte der Österreicher Matthias Mayer mit 2:32,45 Minuten vor den Franzosen Alexis Pinturault (+0,07 s) und Victor Muffat-Jeandet (+0,67 s). Der Kombinationssieger Mayer erreichte im Slalomdurchgang nur die viertschnellste Zeit mit 51,05 s, Schnellster wurde Pinturault mit 49,44 s.

### Samstag, 18. Januar 2020, Abfahrt
Es gab in der Nacht von Freitag auf Samstag viel Neuschnee, deshalb konnte es zu einer Verschiebung der Startzeit kommen. Am Original-Start der Abfahrt fielen 30 cm Schnee. Viele Helfer taten alles, damit die Rennpiste um 12:30 Uhr zur Verfügung stand. Um 9:25 Uhr verkündigte die Rennjury, dass die Abfahrt um 12:30 Uhr stattfinde, 25 Minuten zuvor wurde verkündet, dass das Rennen oberhalb des Hundschopfs (Kombi-Start) gestartet werde. Die Abfahrt gewann zum dritten Mal der Schweizer Beat Feuz mit einer Zeit von 1:42,53 Minuten vor dem Südtiroler Dominik Paris (+0,29 s) und dem Deutschen Thomas Dreßen (+0,31 s). Der Österreicher Matthias Mayer kam mit +0,38 s auf Platz vier ins Ziel, bester Norweger wurde Aleksander Aamodt Kilde auf Platz sechs mit +0,48 s Rückstand. Der österreichische Vorjahressieger Vincent Kriechmayr (+0,93 s) musste sich mit dem Schweizer Niels Hintermann den achten Platz teilen.

### Sonntag, 19. Januar 2020, Slalom
Nach dem ersten Durchgang führte der Franzose Clément Noël mit 50,72 Sekunden vor dem Norweger Henrik Kristoffersen (+0,67 s) und dem Österreicher Marco Schwarz (+0,73 s). Noël hatte mit der Startnummer eins einen perfekten Lauf hingelegt. Der Franzose Alexis Pinturault und der Schweizer Ramon Zenhäusern teilten sich mit einem Rückstand von 99 Hundertstelsekunden auf Noël den vierten Platz. Drei namhafte Athleten schieden nach dem ersten Durchgang aus, der Schwede André Myhrer, der Österreicher Michael Matt und der Schweizer Luca Aerni.
Nach dem zweiten Durchgang verteidigte der Franzose Clément Noël seinen Sieg aus dem Vorjahr mit 1:46,43 Minuten vor dem Norweger Henrik Kristoffersen (+0,40 s) und dem Russen Alexander Khoroshilov (+0,83 s). Der Deutsche Anton Tremmel ging im ersten Durchgang mit Startnummer 52 in den Lauf und hatte nach dem zweiten Durchgang einen Rückstand von 2,21 s auf den Sieger Noël.

## Ergebnisse

### Kombination
- Wetter Abfahrt: sonnig, Schnee: hart, Temperatur Start: −4 °C, Temperatur Ziel: 0 °C
- Wetter Slalom: meistens bewölkt, Schnee: hart, Temperatur Start: 2 °C, Temperatur Ziel: 4 °C
- Vorläufer Abfahrt:  Josua Mettler,  Nico Gauer,  Julian Hug,  Gian Luca Amstutz,  Luca Mani
- Vorläufer Slalom:  Gian Adank,  Patrick von Siebenthal,  Eric Wyler
- Zuschauer: 17'000

| Platz | Name                    | Abfahrt Lauf 1   | Slalom Lauf 2 | Gesamt      |
| ----- | ----------------------- | ---------------- | ------------- | ----------- |
|       | Matthias Mayer          | 1:41,40 min (1)  | 51,05 s (4)   | 2:32,45 min |
|       | Alexis Pinturault       | 1:43,08 min (19) | 49,44 s (1)   | 2:32,52 min |
|       | Victor Muffat-Jeandet   | 1:42,73 min (12) | 50,39 s (3)   | 2:33,12 min |
| 04    | Loïc Meillard           | 1:43,19 min (20) | 50,28 s (2)   | 2:33,47 min |
| 05    | Riccardo Tonetti        | 1:42,49 min (7)  | 51,20 s (6)   | 2:33,69 min |
| 06    | Martin Čater            | 1:42,45 min (6)  | 51,34 s (8)   | 2:33,79 min |
| 07    | Kjetil Jansrud          | 1:42,76 min (13) | 51,21 s (7)   | 2:33,97 min |
| 08    | Aleksander Aamodt Kilde | 1:42,52 min (9)  | 51,49 s (10)  | 2:34,01 min |
| 09    | Niels Hintermann        | 1:42,20 min (5)  | 51,93 s (13)  | 2:34,13 min |
| 10    | Vincent Kriechmayr      | 1:42,50 min (8)  | 51,82 s (12)  | 2:34,32 min |
| 11    | Justin Murisier         | 1:43,29 min (23) | 51,08 s (5)   | 2:34,37 min |
| 12    | Dominik Paris           | 1:42,19 min (4)  | 52,29 s (14)  | 2:34,48 min |
| 13    | Luca Aerni              | 1:43,67 min (28) | 51,36 s (9)   | 2:35,03 min |
| 14    | Bryce Bennett           | 1:42,88 min (15) | 52,36 s (15)  | 2:35,24 min |
| 15    | Gilles Roulin           | 1:41,93 min (2)  | 53,32 s (23)  | 2:35,25 min |
| 16    | Nils Allègre            | 1:42,95 min (17) | 52,56 s (17)  | 2:35,51 min |
| 17    | Pawel Trichitschew      | 1:44,11 min (36) | 51,57 s (11)  | 2:35,68 min |
| 18    | Ralph Weber             | 1:43,24 min (22) | 52,52 s (16)  | 2:35,76 min |

| Platz | Name                | Abfahrt Lauf 1   | Slalom Lauf 2    | Gesamt      |
| ----- | ------------------- | ---------------- | ---------------- | ----------- |
| 19    | Ryan Cochran-Siegle | 1:42,94 min (16) | 52,85 s (19)     | 2:35,79 min |
| 20    | Stefan Rogentin     | 1:42,65 min (11) | 53,15 s (22)     | 2:35,80 min |
| 21    | Miha Hrobat         | 1:43,54 min (27) | 53,03 s (21)     | 2:36,57 min |
| 22    | Daniel Danklmaier   | 1:42,07 min (3)  | 54,65 s (31)     | 2:36,72 min |
| 23    | Stefan Babinsky     | 1:44,14 min (37) | 52,77 s (18)     | 2:36,91 min |
| 24    | Blaise Giezendanner | 1:43,50 min (26) | 53,56 s (27)     | 2:37,06 min |
|       | Jared Goldberg      | 1:43,01 min (18) | 54,05 s (29)     | 2:37,06 min |
| 26    | Alexander Köll      | 1:43,67 min (28) | 53,40 s (26)     | 2:37,07 min |
| 27    | Klemen Kosi         | 1:43,81 min (32) | 53,32 s (23)     | 2:37,13 min |
| 28    | Alexander Prast     | 1:43,45 min (25) | 54,59 s (30)     | 2:38,04 min |
| 29    | Marco Pfiffner      | 1:45,51 min (42) | 53,60 s (28)     | 2:39,11 min |
| 30    | Florian Schieder    | 1:43,42 min (24) | 55,92 s (32)     | 2:39,34 min |
| 31    | Ondřej Berndt       | 1:46,04 min (43) | 53,34 s (25)     | 2:39,38 min |
| 32    | Sandro Simonet      | 1:42,85 min (14) | 57,12 s (33)     | 2:39,97 min |
| 33    | Armand Marchant     | 1:48,39 min (46) | 52,86 s (20)     | 2:41,25 min |
| 34    | Sam Morse           | 1:44,39 min (38) | 1:00,83 min (34) | 2:45,22 min |
| 35    | Guglielmo Bosca     | 1:43,21 min (21) | 1:05,07 min (35) | 2:48,28 min |

### Abfahrt
- Wetter: sonnig, Schnee: hart, Temperatur Start: −6 °C, Temperatur Ziel: −1 °C
- Vorläufer:  Gian Luca Amstutz,  Julian Hug,  Luca Mani,  Josua Mettler
- Zuschauer: 32'000

| Platz | Name                    | Zeit        |
| ----- | ----------------------- | ----------- |
|       | Beat Feuz               | 1:42,53 min |
|       | Dominik Paris           | 1:42,82 min |
|       | Thomas Dreßen           | 1:42,84 min |
| 04    | Matthias Mayer          | 1:42,91 min |
| 05    | Mauro Caviezel          | 1:42,95 min |
| 06    | Aleksander Aamodt Kilde | 1:43,01 min |
| 07    | Bryce Bennett           | 1:43,40 min |
| 08    | Niels Hintermann        | 1:43,46 min |
|       | Vincent Kriechmayr      | 1:43,46 min |
| 10    | Ralph Weber             | 1:43,53 min |
| 11    | Kjetil Jansrud          | 1:43,61 min |
| 12    | Daniel Danklmaier       | 1:43,63 min |
| 13    | Manuel Schmid           | 1:43,69 min |
| 14    | Ryan Cochran-Siegle     | 1:43,83 min |
| 15    | Mattia Casse            | 1:44,07 min |
|       | Nils Allègre            | 1:44,07 min |
|       | Carlo Janka             | 1:44,07 min |
|       | Otmar Striedinger       | 1:44,07 min |
| 19    | Cameron Alexander       | 1:44,10 min |
|       | Maxence Muzaton         | 1:44,10 min |

| Platz | Name                | Zeit        |
| ----- | ------------------- | ----------- |
| 21    | Steven Nyman        | 1:44,12 min |
| 22    | Jared Goldberg      | 1:44,15 min |
| 23    | Davide Cazzaniga    | 1:44,18 min |
| 24    | Romed Baumann       | 1:44,33 min |
| 25    | Matthieu Bailet     | 1:44,35 min |
| 26    | Lars Rösti          | 1:44,37 min |
| 27    | Travis Ganong       | 1:43,81 min |
| 28    | Gilles Roulin       | 1:44,56 min |
|       | Benjamin Thomsen    | 1:44,56 min |
| 30    | Andreas Sander      | 1:44,61 min |
| 31    | Johannes Kröll      | 1:44,62 min |
| 32    | Matteo Marsaglia    | 1:44,63 min |
| 33    | Victor Schuller     | 1:44,67 min |
| 34    | Martin Čater        | 1:44,68 min |
| 35    | Stefan Rogentin     | 1:44,70 min |
| 36    | Klemen Kosi         | 1:44,72 min |
| 37    | Blaise Giezendanner | 1:44,74 min |
| 38    | James Crawford      | 1:43,21 min |
| 39    | Nicolas Raffort     | 1:44,86 min |
| 40    | Stian Saugestad     | 1:44,87 min |

| Platz | Name                  | Zeit        |
| ----- | --------------------- | ----------- |
| 41    | Peter Fill            | 1:45,00 min |
| 42    | Valentin Giraud Moine | 1:45,02 min |
| 43    | Boštjan Kline         | 1:45,03 min |
| 44    | Christian Walder      | 1:45,05 min |
| 45    | Alexander Köll        | 1:45,08 min |
| 46    | Miha Hrobat           | 1:45,10 min |
| 47    | Josef Ferstl          | 1:45,15 min |
| 48    | Jeffrey Read          | 1:45,40 min |
| 49    | Guglielmo Bosca       | 1:45,62 min |
| 50    | Max Franz             | 1:45,63 min |
| 51    | Sam Morse             | 1:45,69 min |
| 52    | Stefan Babinsky       | 1:45,74 min |
| 53    | Dominik Schwaiger     | 1:45,76 min |
| 54    | Sam Mulligan          | 1:45,77 min |
| 55    | Adur Etxezarreta      | 1:43,21 min |
| 56    | Emanuele Buzzi        | 1:47,24 min |
| 57    | Johan Clarey          | 1:47,36 min |
| 58    | Roy-Alexander Steudle | 1:49,98 min |

### Slalom
- Wetter Lauf 1: sonnig, Schnee: hart, Temperatur Start: −8 °C, Temperatur Ziel: −8 °C
- Wetter Lauf 2: meistens bewölkt, Schnee: hart, Temperatur Start: −6 °C, Temperatur Ziel: −5 °C
- Vorläufer Lauf 1:  Morris Bloom,  Reto Mächler,  Andri Moser
- Vorläufer Lauf 2:  Morris Bloom,  Reto Mächler,  Andri Moser
- Zuschauer: 12'000

| Platz | Name                   | Lauf 1       | Lauf 2       | Gesamt      |
| ----- | ---------------------- | ------------ | ------------ | ----------- |
|       | Clément Noël           | 50,72 s (1)  | 55,71 s (17) | 1:46,43 min |
|       | Henrik Kristoffersen   | 51,39 s (2)  | 55,44 s (8)  | 1:46,83 min |
|       | Alexander Choroschilow | 52,15 s (9)  | 55,11 s (4)  | 1:47,26 min |
| 04    | Sebastian Foss Solevåg | 51,90 s (6)  | 55,38 s (7)  | 1:47,28 min |
| 05    | Daniel Yule            | 52,20 s (12) | 55,13 s (5)  | 1:47,33 min |
|       | Ramon Zenhäusern       | 51,71 s (4)  | 55,62 s (14) | 1:47,33 min |
| 07    | Marco Schwarz          | 51,45 s (3)  | 55,89 s (21) | 1:47,34 min |
| 08    | Tanguy Nef             | 51,93 s (8)  | 55,55 s (13) | 1:47,48 min |
| 09    | Jean-Baptiste Grange   | 52,74 s (22) | 54,92 s (2)  | 1:47,66 min |
| 10    | Loïc Meillard          | 51,90 s (6)  | 55,85 s (19) | 1:47,75 min |
| 11    | Giuliano Razzoli       | 52,19 s (11) | 55,66 s (15) | 1:47,85 min |
| 12    | Fabio Gstrein          | 53,00 s (26) | 54,87 s (1)  | 1:47,87 min |
| 13    | Jonathan Nordbotten    | 52,48 s (17) | 55,46 s (10) | 1:47,94 min |

| Platz | Name                          | Lauf 1         | Lauf 2       | Gesamt      |
| ----- | ----------------------------- | -------------- | ------------ | ----------- |
| 14    | Victor Muffat-Jeandet         | 52,18 s (10)   | 55,78 s (18) | 1:47,96 min |
| 15    | Leif Kristian Nestvold-Haugen | 53,04 min (28) | 55,02 s (3)  | 1:48,06 min |
| 16    | Dave Ryding                   | 52,46 s (16)   | 55,67 s (16) | 2:35,51 min |
| 17    | Linus Straßer                 | 52,69 s (20)   | 55,46 s (10) | 1:48,15 min |
| 18    | Filip Zubčić                  | 52,67 s (19)   | 55,51 s (12) | 1:48,18 min |
| 19    | Marc Digruber                 | 53,09 s (30)   | 55,30 s (6)  | 1:48,39 min |
| 20    | Manuel Feller                 | 52,39 s (15)   | 56,01 s (22) | 1:48,40 min |
| 21    | Jung Dong-hyun                | 53,08 s (29)   | 55,44 s (8)  | 1:48,52 min |
| 22    | Anton Tremmel                 | 52,76 s (23)   | 55,88 s (20) | 1:48,64 min |
| 23    | Simon Maurberger              | 52,30 s (37)   | 56,50 s (25) | 1:48,80 min |
| 24    | Reto Schmidiger               | 52,97 s (25)   | 56,04 s (23) | 1:49,01 min |
| 25    | Sandro Simonet                | 52,69 s (20)   | 56,41 s (24) | 1:49,10 min |
| 26    | Štefan Hadalin                | 52,29 s (28)   | 57,27 s (26) | 1:49,56 min |